# Bucheggberg

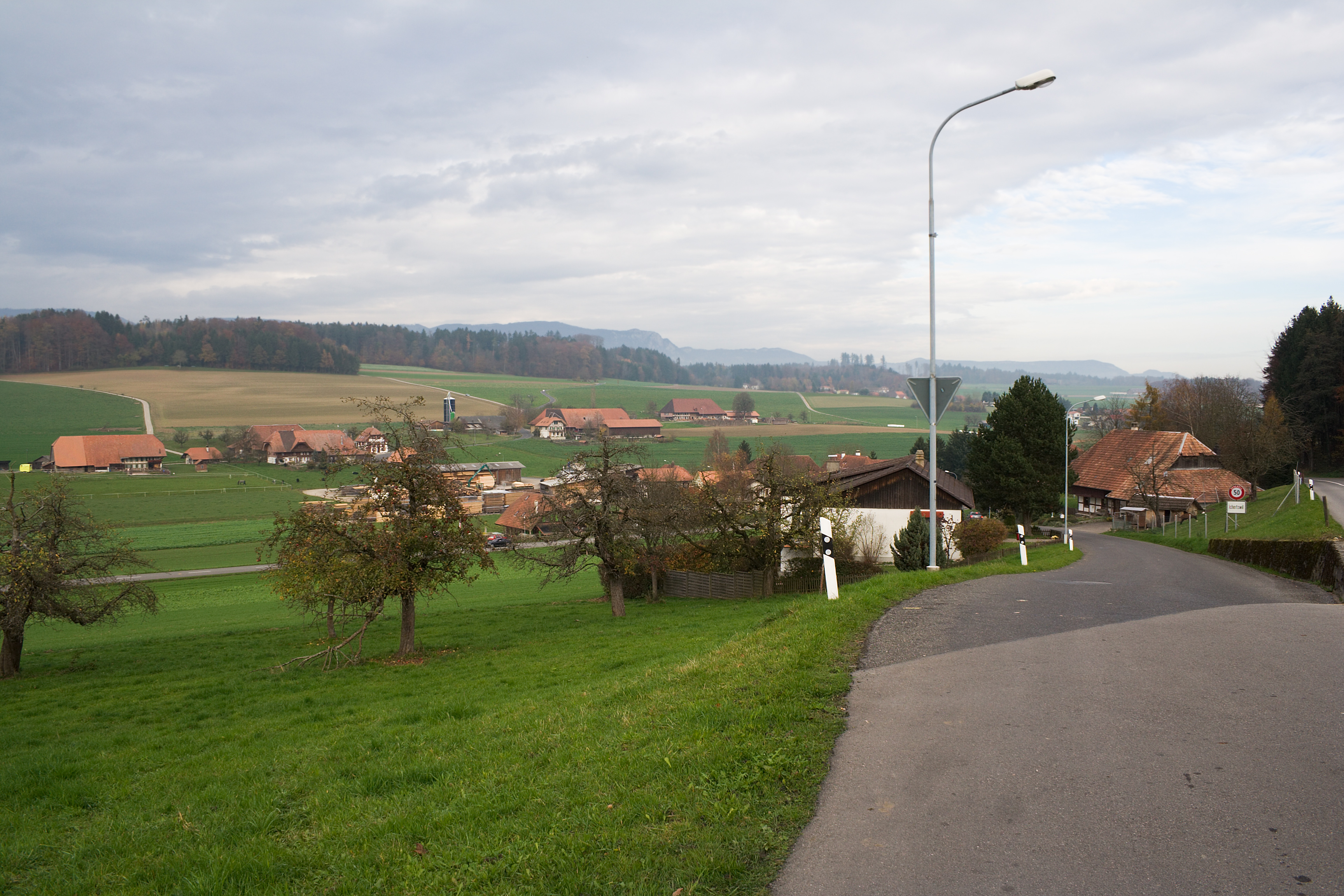
Typiskt landskap med spridda lantgårdar i byn Ischertswil.

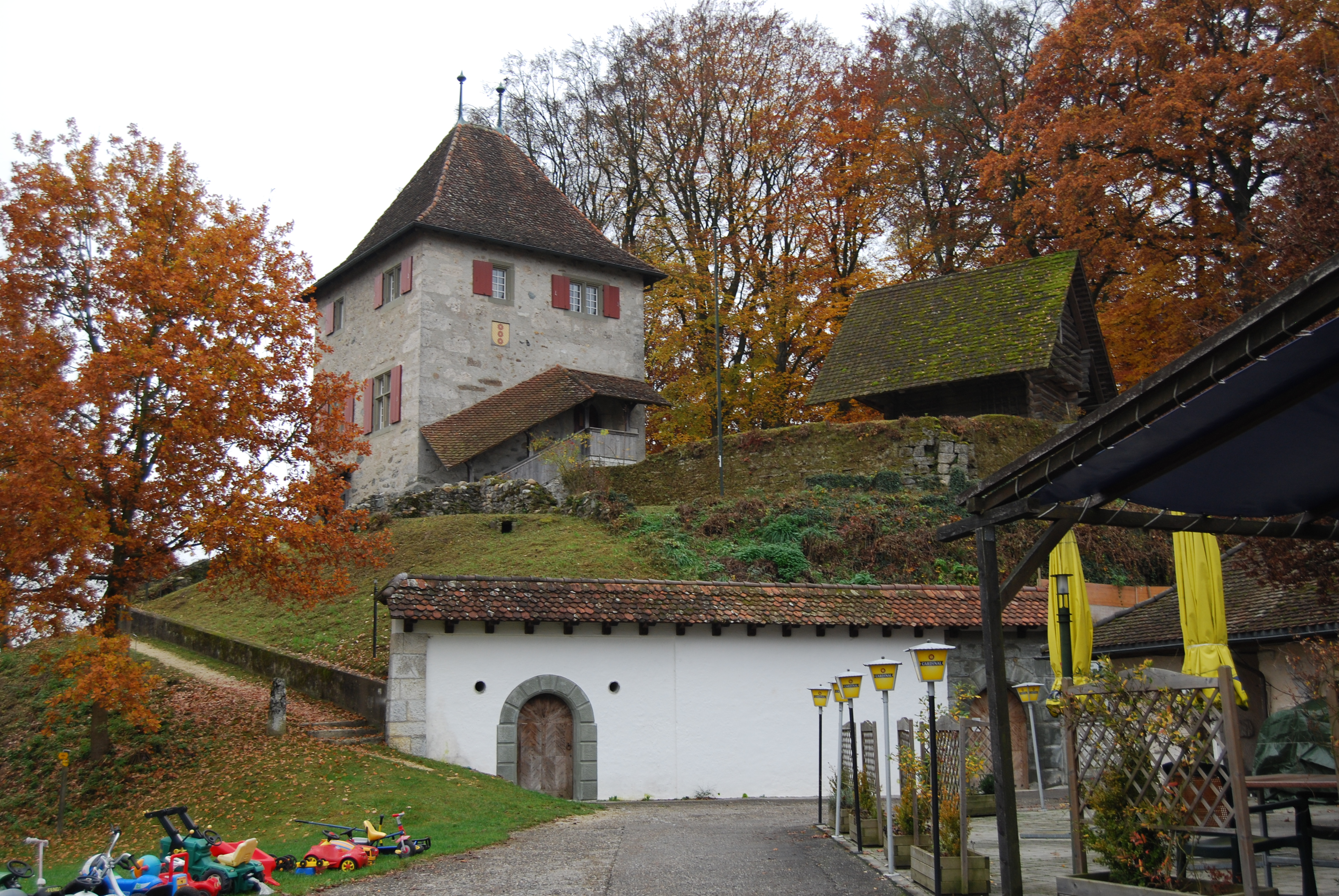
Försvarstornet Buchegg.

Bucheggberg är en bergsrygg söder om Solothurn i Schweiziska mittlandet, tillika ett förvaltningsdistrikt (Bezirk) i kantonen Solothurn i Schweiz. Distriktet har 8 kommuner och tillhör amtet (Amtei) Bucheggberg-Wasseramt. Till skillnad från övriga kantonen är befolkningen huvudsakligen reformert. På den lokala dialekten säger man Buechibärg.

## Berget Bucheggberg
Bucheggberg är en 15 km lång och 5 km bred molassformation som höjer sig ungefär 200 meter över omgivningen. Området begränsas i norr av Aaredalen och dalen mellan Solothurn och Biberist, i väster av Emme, i söder av bäcken Limpachs dalgång och i öster ungefär av linjen Diessbach–Dotzigen. 
Naturen är en blandning av skog och kulturlandskap. De inre delarna avvattnas till Emme genom bäckarna Biberenbach och Mühlibach.
Området tangeras av den smalspåriga järnvägen Bern-Solothurn med stationen Lohn-Lüterkofen. Även Büren an der Aare har järnvägsstation. Övrig kollektivtrafik utförs av postbussar.
Berget ligger på gränsen mellan kantonerna Bern och Solothurn.

## Distriktet Bucheggberg i kantonen Solothurn
Distriktet Bucheggberg omfattar bergryggens centrala delar, dessutom byn Messen i Limpachdalen. Det omges till största delen av kantonen Bern. Huvudort är Mühledorf i kommunen Buchegg.
Distriktet är lantligt: År 2008 fick 25 % av arbetskraften sin utkomst i primära sektorn, mot 4 % i hela kantonen.

### Historia
År 1130 omskrivs en greve Hugo (I) von Buchegg. Hans namn hänger ihop med borgen Buchegg som förstördes av Kyburgarna år 1383. Ruinen står i den nuvarande byn Kyburg-Buchegg.  
År 1391 köpte staden Solothurn ägor i det centrala Bucheggberg av släkten von Bucheggs avkomling Elisabeth Senn. Vidare landköp följde. Parallellt förvärvade Bern 1410 Neu-Kyburgs lantgrevskap och därmed domstolsrättigheter i området. Bern genomdrev också reformationen. På platsen för den tidigare borgen lät Solothurn år 1546 bygga det nuvarande försvars- och fängelsetornet Buchegg, men först genom ett fördrag med Bern i Wynigen år 1665 var distriktet helt i Solothurns hand. 
De senaste åren har flera kommunfusioner genomförts. Den 1 januari 2014 slog sig tio bykommuner ihop till kommunen Buchegg.

### Vapen
Distriktets vapen kommer av Berchtold av Bucheggs vapen, avbildat år 1311.

### Kommuner
- Biezwil
- Buchegg
- Lüsslingen-Nennigkofen
- Lüterkofen-Ichertswil
- Lüterswil-Gächliwil
- Messen
- Schnottwil
- Unterramsern